# Yucca schidigera
Yucca schidigera är en sparrisväxtart som beskrevs av Benedict Roezl och Karl Eduard Ortgies. Yucca schidigera ingår i släktet palmliljor, och familjen sparrisväxter. Inga underarter finns listade i Catalogue of Life.

## Bildgalleri

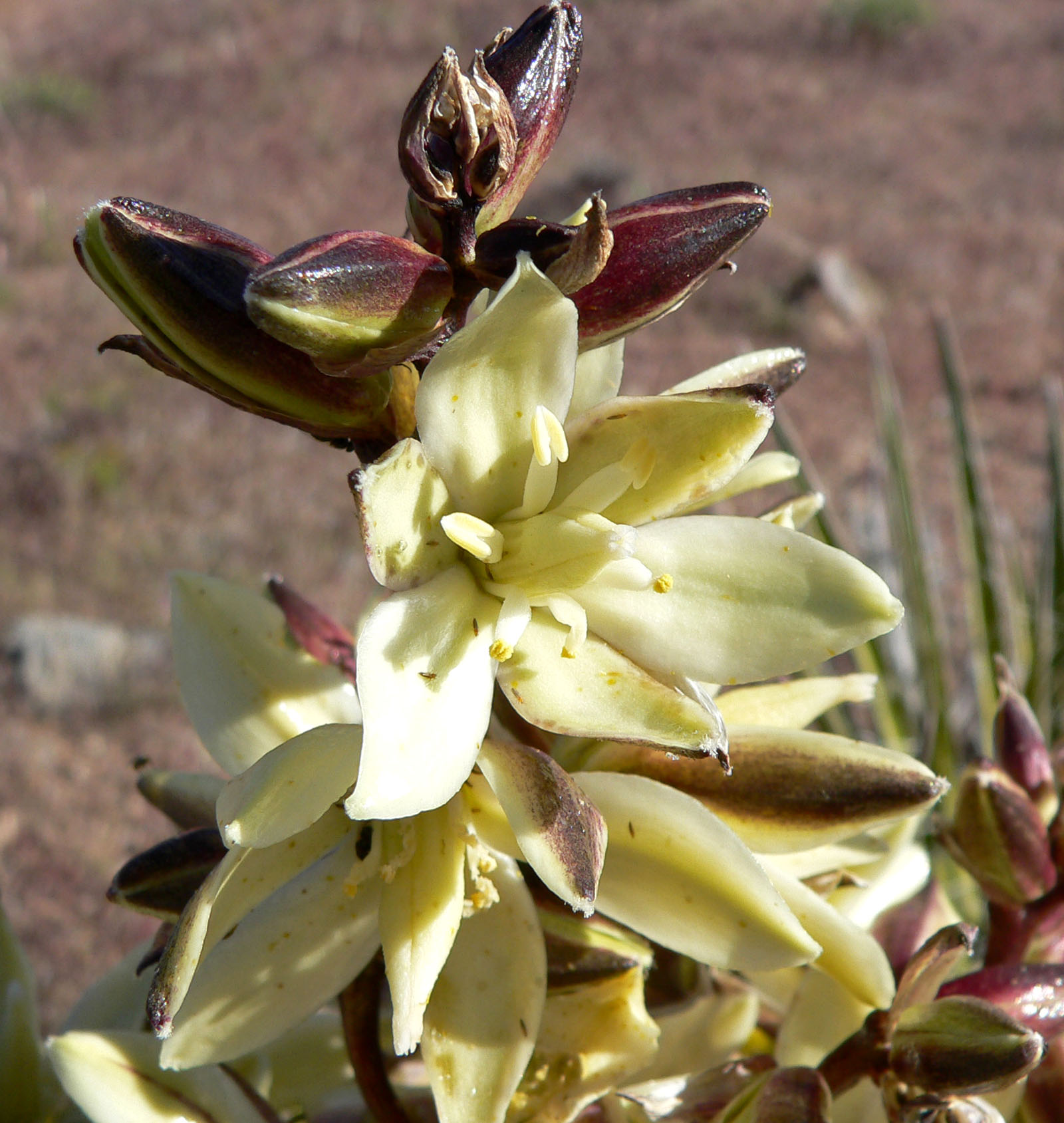
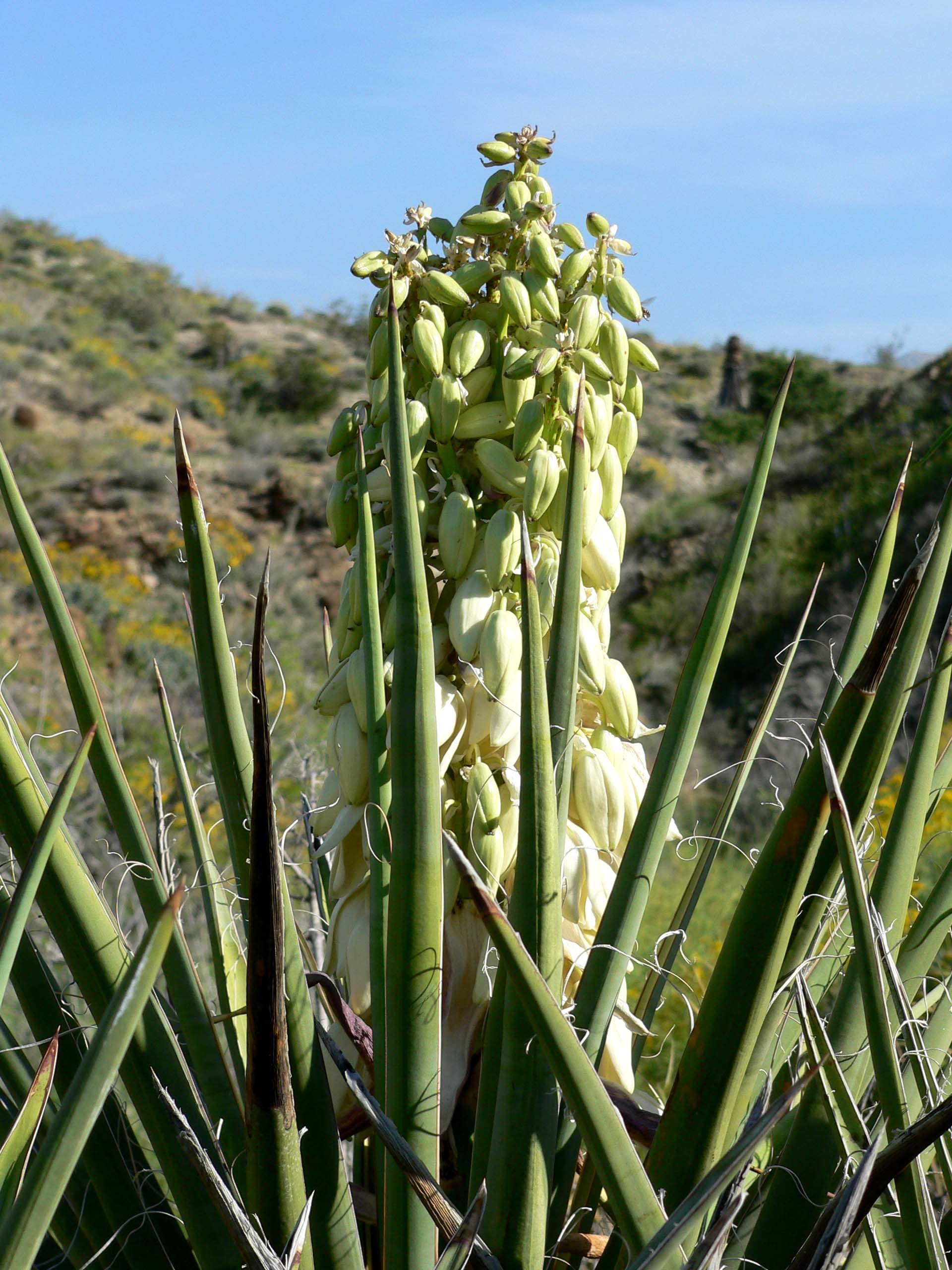
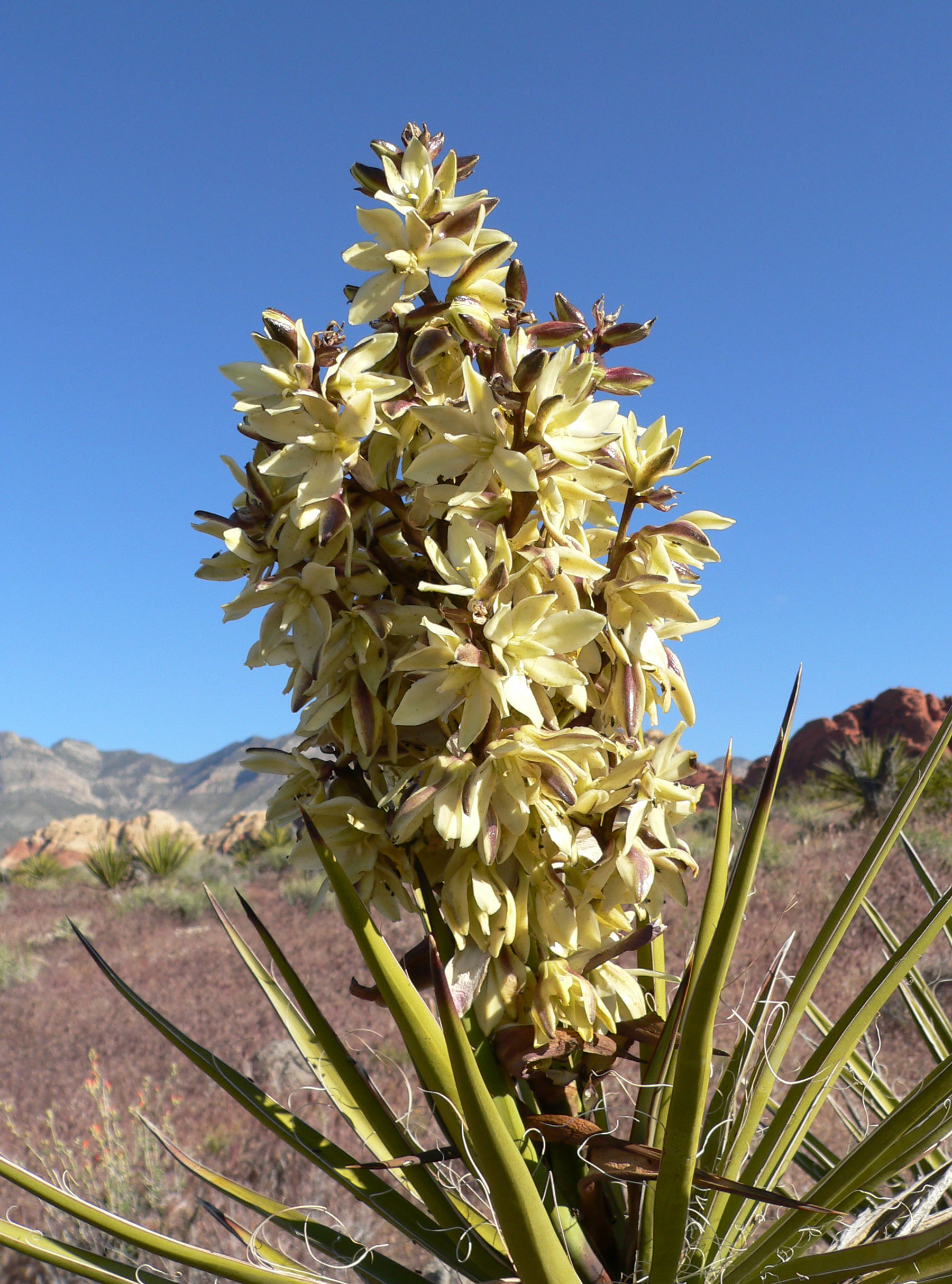
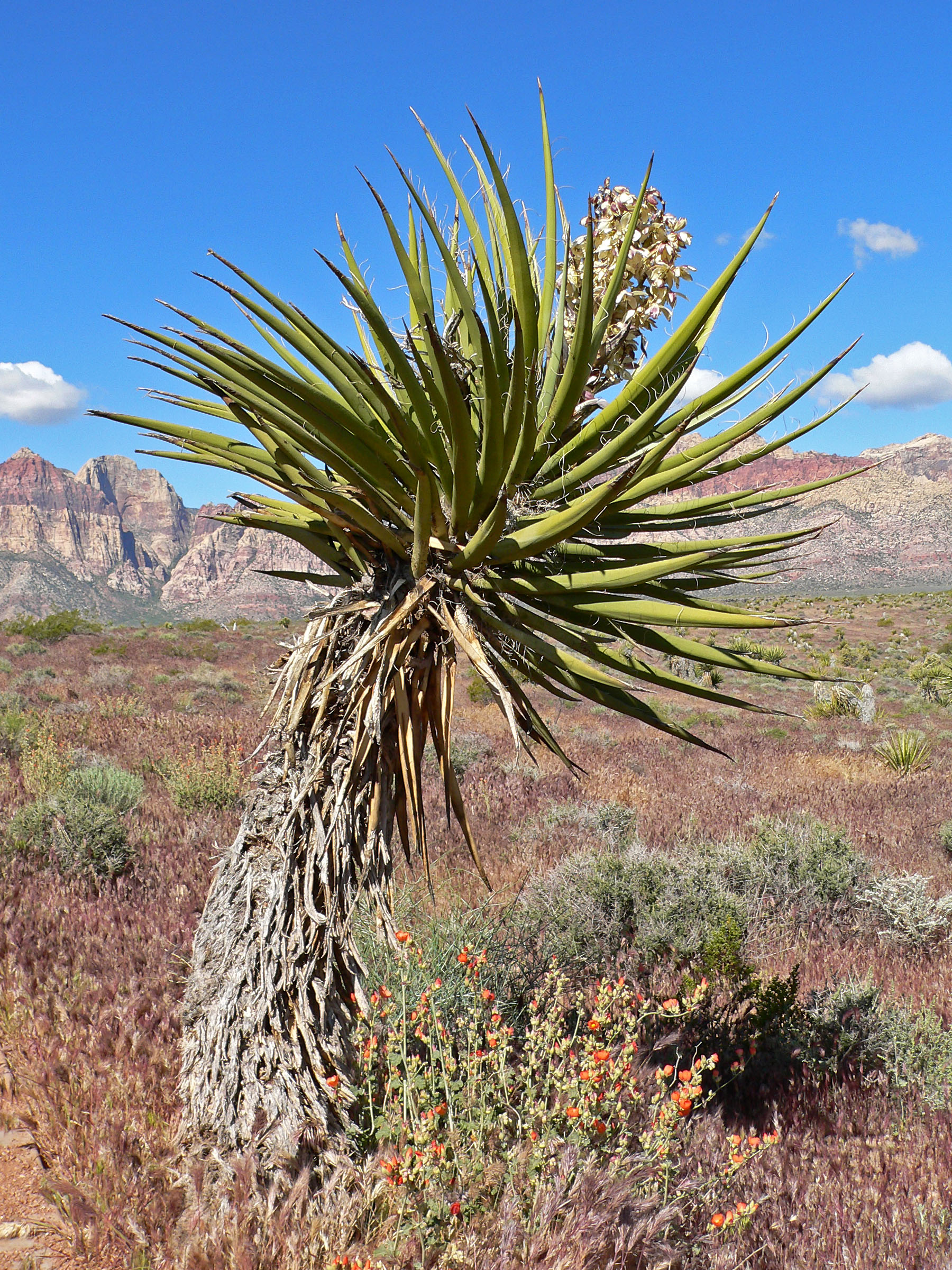
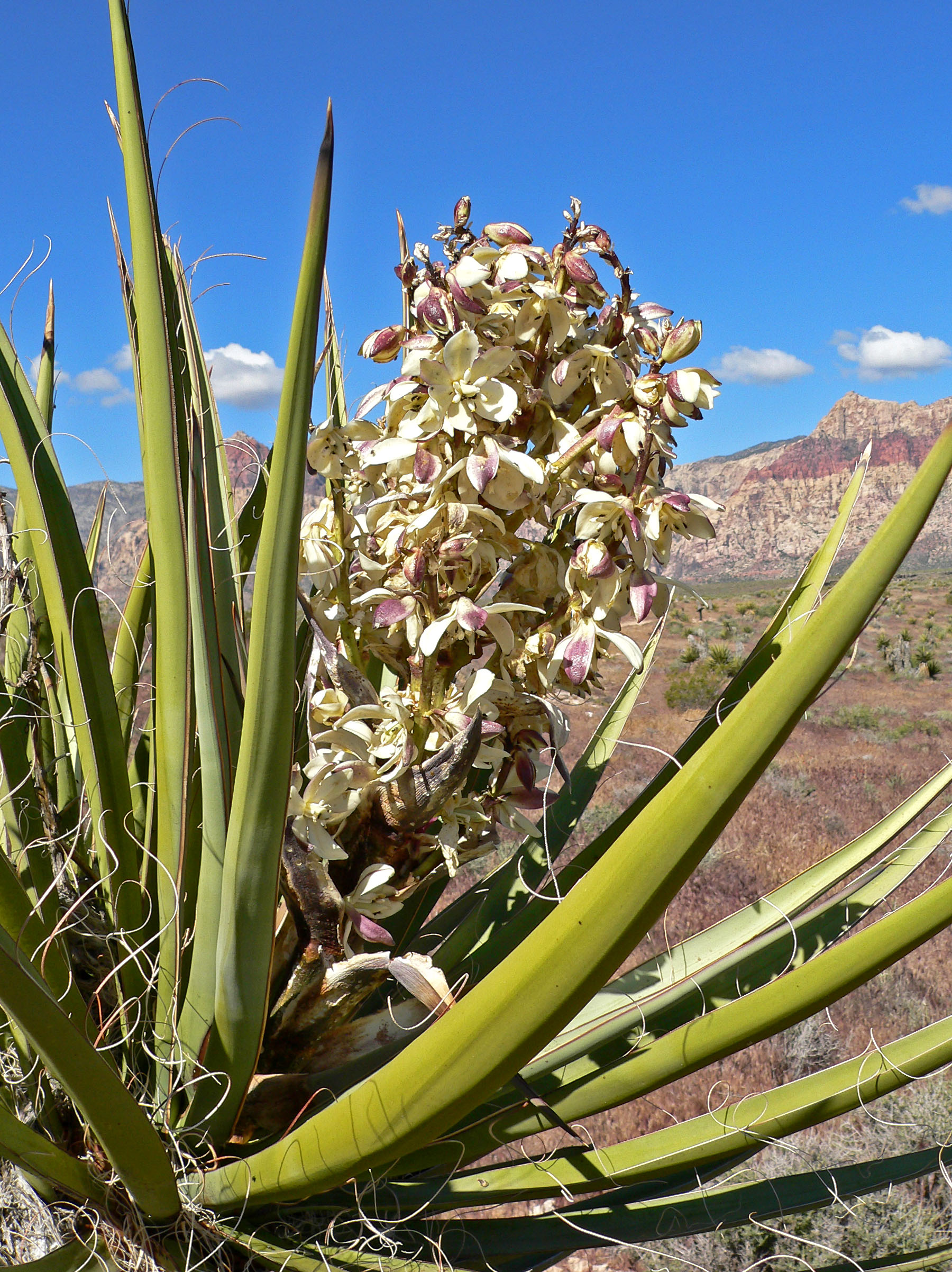
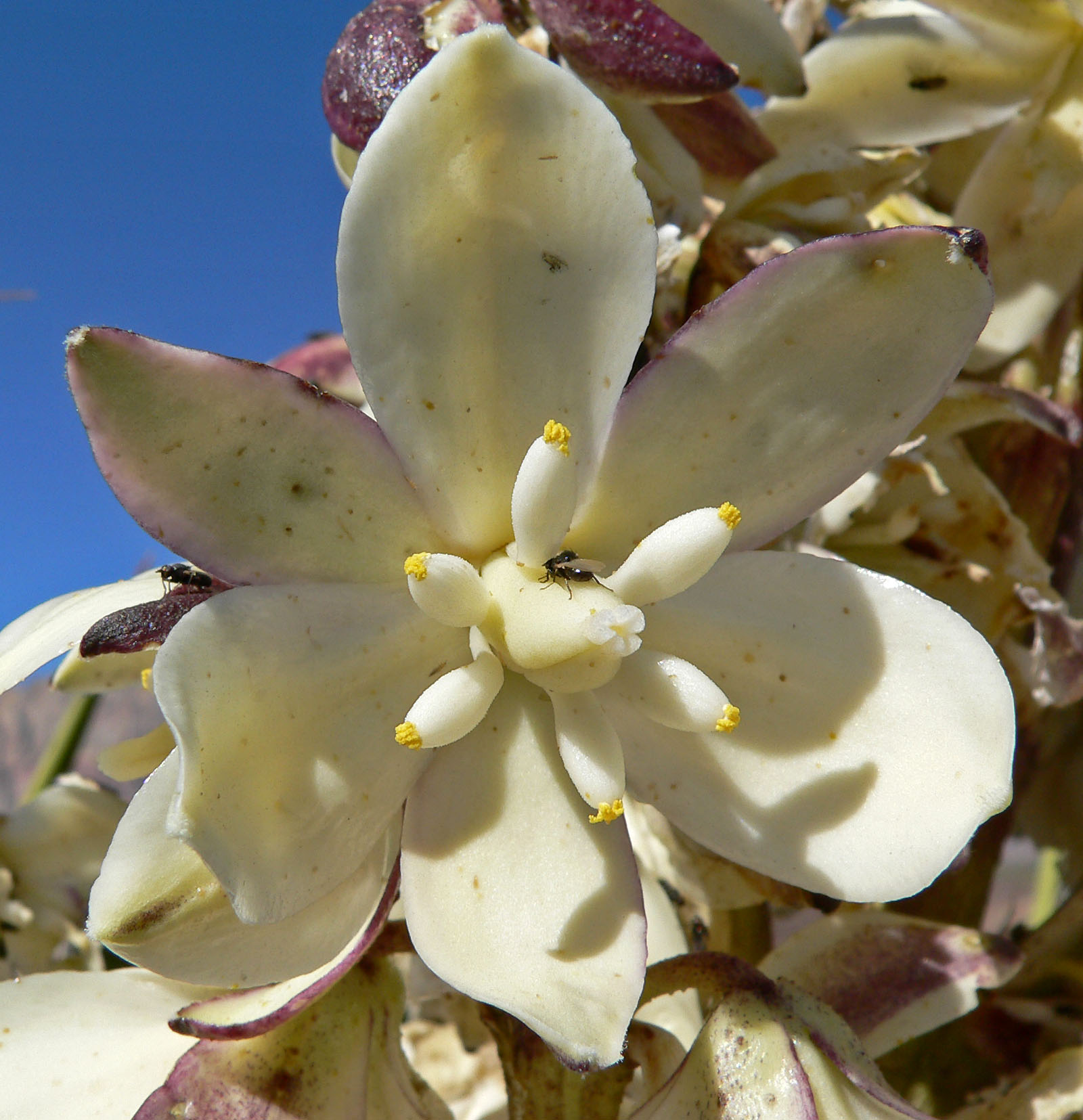